# Rob Van Dam
Robert Alex Szatkowski (Battle Creek, 18 de dezembro de 1970) é um wrestler profissional norte-americano, melhor conhecido pelo seu ring name Rob Van Dam (por vezes abreviado para somente RVD). Trabalhou nos programas ECW, Friday Night Smackdown e Monday Night RAW da WWE e TNA. Atualmente trabalha para Impact Wrestling.

## O início no wrestling
Seu debut no wrestling profissional foi de "alto nível", com "The Million Dollar Man" Ted DiBiase em um show da WWF (World wrestling Federation, atual World Wrestling Entertainment - WWE), isso ocorreu quando DiBiase ofereceu cem dólarespara o mesmo entrar no ring e beijar os pés de "The million dolar man" Ted Dibiase; como foi seu "debut" ele aceitou, essa cena foi incluída no DVD WWE's Before They Were Superstars

## Estreia no wrestling
Rob estreou-se em 1990, após alguns anos de treino, o mesmo foi treinado pelo lendário The Sheik, que infelizmente faleceu em janeiro de 2003. O seu primeiro combate, foi contra Dango Nguyen em Toledo, Ohio, presumivelmente com o ring name de Rob Zakowski, pois o ring name Rob Van Dam só veio um ano depois com Ron Slinker, que sugeriu esse nome, devendo também ao facto de Rob ser fã do ator Jean-Claude Van Damme.
Van Dam, durante os anos de 1991 a 1995 fez aparições e várias promoções independentes incluindo United States Wrestling Association e South Atlantic Pro Wrestling, e foi nesta última que Rob Van Dam conseguiu seu primeiro título o Campeonato de Duplas da SAPW com Chaz Rocco, que foi seu primeiro e único título na SAPW. Pouco depois, assinou com a empresa World Championship Wrestling no ano de 1992 lutando com o ring name de Robbie V também criado por Ron Slinker mas desta vez numa parceria com Bill Watts que não gostava do ring name Rob Van Dam. A sua passagem pela WCW foi rápida e despercebida, retornando assim ao circuito independente, mudando-se para o Japão para lutar na empresa All Japan Pro Wrestling ou simplesmente AJPW, lutando pelo AJPW Junior Heavyweight Championship, ou Campeonato Junior de Pesos-Pesados da AJPW em português, várias vezes sem sucesso.

## ECW (1996 - 2001)
Em janeiro de 1996 ele assinou com a ECW(extreme wrestling championship). O mesmo fez seu debut contra Axl Rotten e vencendo o mesmo no show House party, voltando com o ring name Rob Van Dam,ficou com certa fama de "mal" com seu estilo relaxado e heterodoxo, com pouco tempo de ECW logo lutou contra 2 Cold Scorpio pelo ECW television championship, no dia 30 de março também de 1996, sua primeira tentativa foi inútil, ele não chegou a perder pois a match terminou em empate.
Após várias matchs contra seu Rival Sabu, a match de início foi a match contra Sabu no Hostile City Showdown que Van Dam venceu depois da match Rob Van Dam recusou mostar "respeito" ao oponente negando um handshake(aperto de mãos) do mesmo, levando a uma rematch (outra luta), que seria uma A Matter of Respect, que novamente foi ganho por Van Dam,que no início da match RVD negou mais uma vez o handshake de Sabu, nesse momento ele vira heel e começa a atuar com Bill Afonso como seu manager (como o mesmo que "treinador"), no show Hardcore Heaven enfrenta Sabu novamente em uma who was the better man,que como o nome diz foi para provar qual era o melhor, dessa vez quem venceu foi Sabu, depois os dois ainda se enfrentaram em uma stretcher match no The Doctor is In, Dam perdeu pós errar um plancha para fora do ring atingindo e na security wall e seguidamente caindo na stretcher (maca).

### Tag Team com Sabu
No Natural born Thrilla'z RVD enfrentou Doug Furnas.No final da luta RVD ofereceu um passe-bem a Furnas, mas Furnas rejeita e ainda acerta um forte clothesline no mesmo iniciando uma feud (rivalidade) entre os dois, no meio dessa feud entra Dan Kroffat(Phil Lafon), deixando RVD em desvantagem, ganhou um parceiro após perder para Sabu no Unluckily Lottery
Assim esse dois grandes lutadores começaram uma tag team (dupla), que é considerada uma das maiores tag teams da história da Extreme Championship Wrestling(ECW), eles lutaram com Lafon e Furnas no When Worlds Collide II e no High Incident,vencendo os dois em ambas as matchs, seguidamente eles tiveram uma Feud com outra grande tag team da história da ECW The Eliminators(Perry Saturn e John Kronus) ,no dia 1° de Novembro RVD e Sabu lutaram contra os The Eliminators mais ninguém saiu com a vitória pois a match terminou em Draw,assim RVD ainda lutou contra Taz no Holiday Hell onde perdeu via knockout,mais ainda estavam em Feud com os Eliminators pelo ECW Tag Team Championship no ano de 1997, no Crossing the Line Again e no Cyberslam as tags se enfrentaram pelo título de duplas da ECW,em ambas das lutas os vencedores foram os Eliminators,no Cyberslam eles se enfrentaram em uma  Tables, Ladders, and Chairs match,onde sabemos que os Eliminators venceram a match. Em Junho ele e Sabu eles iniciaram uma Feud contra Tommy Dreamer,no dia 21 daquele mesmo mês ele e Sabu venceram Sandman e Dreamer, seguidamente no Heat Heaven Jerry Lawler, RVD, Sabu enfrentaram Rick Rude, Sandman e dreamer com a match terminando em no contest.
No As Good as it Gets Rob Van Dam e Bill Afonso perderam para Dreamer e Beulah McGillicutty em uma [tag team match, em que manager e Lutador ficavam "juntos" no ring. Seguidamente, junto a Sabu, ele lutou contra Dreamer, que, em vez de ter Sandman em seu corner, teve Tazz. Após essa match ele enfrentou Dreamer novamente no Fright Fight em uma flag match, perdendo. Juntamente a Sabu, enfrentou Dreamer novamente no Ultimate Jeopardy, que novamente tinha Tazz em seu corner. A luta acabou com um pinfall de Dreamer em Van Dam. No November to remember RVD enfrentou novamente Dreamer em uma Flag match que acabou em no contest

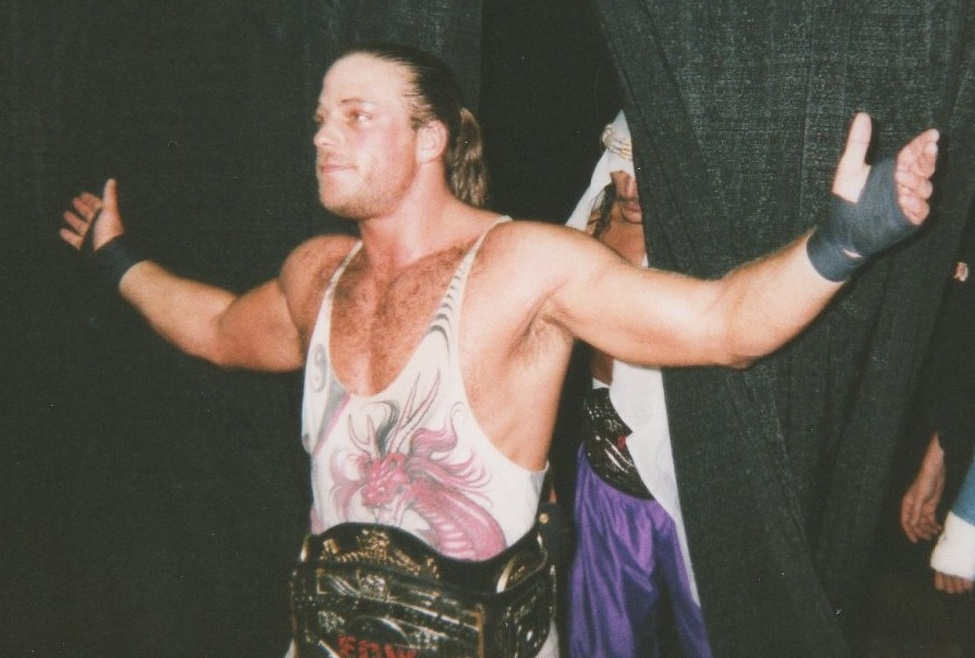
RVD como ECW World Tag Team Champion com Sabu enquanto ECW Television Championship.

Já em 1998 RVD volta a ser Face onde começa a feud com a stable (grupo) Triple Threat que começou no At House Party em que venceu Bam Bam Bigelow, assim no Hostile City Showdown. Ele e sabu enfrentaram o Bad Breed onde ganharam por DQ, assim classificou Sabu e RVD para o fatal four way elimination tag team match que aconteceu naquela mesma noite, no CyberSlam Sabu e RVD enfrentaram Shane Douglas e Bam Bam Bigelow onde perderam,em abril de 1998 alcançou o ouro e o carinho da crowd(torcida) vencendo Bam Bam Bigelow pelo ECW Television Championship,assim no dia 10 defendeu seu title contra Phil Lafon,onde venceu novamente.

### World Television Champion (1998–2001)
Ele continuou como champion até o fim de 1998 e início de 1999, vencendo lutadores como, Spike Dudley, Lance Storm, Balls Mahoney e 2 Cold Scorpio, uma match entre RVD e Sabu ocorreria mais Sabu foi suspenso da ECW algum tempo antes que a match acontecesse, então ele enfrentou D-Von Dudley em uma luta individual pelo ECW Tag Team Championship onde perdeu a luta e o título, assim mais tarde lutou para defender seu Television Championship contra Jerry Lynn várias vezes assim entrou em uma feud contra o mesmo, assim enfrentou Jerry Lynn no Hardcore Heaven em uma No time limit match, onde venceu e continuo com seu title no "debut" da ECW on TNN,RVD fez uma pequena promo que infelizmente não foi ao ar, assim RVD continuou defendendo seu Television title por mais um ano. Após algum tempo começa uma feud contra Rhinoassim no ano de 2000 venceu Rhino algumas vezes ambas pelo television championship, depois enfrentou Mike Awesome em uma champion vs champion no "maior" PPV da história da ECW. Mais não pode completar mais 1 ano com o title pois se machuca em uma luta contra Rhino e e obrigado a deixar seu title sem um champion.
Em seu retorno na ECW aconteceu no Hardcore Heaven contra seu rival de longo tempo Jerry Lynn, onde perdeu quando seu amigo de "real-life" o impediu de aplicar seu finisher Five-Star frog splash.
Van dam teve uma breve feud com Anton que começou naquele momento, assim Van Dam teve sua tão esperada revanche no Heat Wave, após isso voltar a feudar com Rhino que era o atual ECW Television Champion o atacava algumas vezes Rob Van Dam durante suas matchs, até Van Dam conseguir uma luta pelo título contra ele que o mesmo não conseguiu vencer sendo repetida algumas outras vezes e também perdendo elas. Esse "amor" que tinha com a ECW durou pouco pois o mesmo lutou somente mais 5 shows da ECW e sua última match "importante" na ECW foi contra Jerry Lynn no Guilty as Charged,e após essa luta somente "durou" mais 2 shows.

## World Wrestling Federation / Entertainment (2001–2009)

### The Invasion (2001)
Ele "debutou" na WWF durante The Invasion, atacando Kane e Y2J Chris Jericho, e mais tarde naquela mesma noite 5 lutadores da WWF e 5 da WCW começaram uma match que no final teve 10 lutadores da ECW invadindo a match e firmando uma aliança com os lutadores da WCW formando a famosa The Alliance.
RVD começou como heel na WWF, ficando muito querido com a crowd da WWF muito mais querido que na ECW onde o mesmo várias vezes fez um para face ou face para heel vice versa.
Após algum tempo de seu debut o mesmo desafiou Jeff Hardy para uma match, nesse match o WWE Hardcore Championship estaria em jogo, assim a match acaba com vitória de RVD se tornando pela primeira vez campeão na WWF/WWE e assim também se tornando melhor e mais importante lutador do The Alliance, e também mais querido entre toda a crowd pelo fato de ser Heel e também muito agil no ring, talvez mais querido lá do que na ECW, assim desafiou Stone Cold Steve Austin para "provar" que era o melhor dentre toda a Alliance no No Mercy pelo WWF championship onde perdeu a luta, que também envolvia Kurt Angle. Seguidamente no RAW is WAR perdeu o seu hardcore title para Matt Hardy no dia 13 de agosto. No Survivor Series ele re-conquista o Hardcore title em uma Winners take all, onde se os lutadores da WWF vencessem todos os lutadores da ECW seriam despedidos, ou se a ECW vencesse o team se tornaria campeões de todos os títulos em jogo, no fim acabou pela WWF vencer, mas como RVD tinha ganhado o Hardcore Title, ele acabou continuando na empresa.

### Unificação dos Títulos (2001 - 2002)

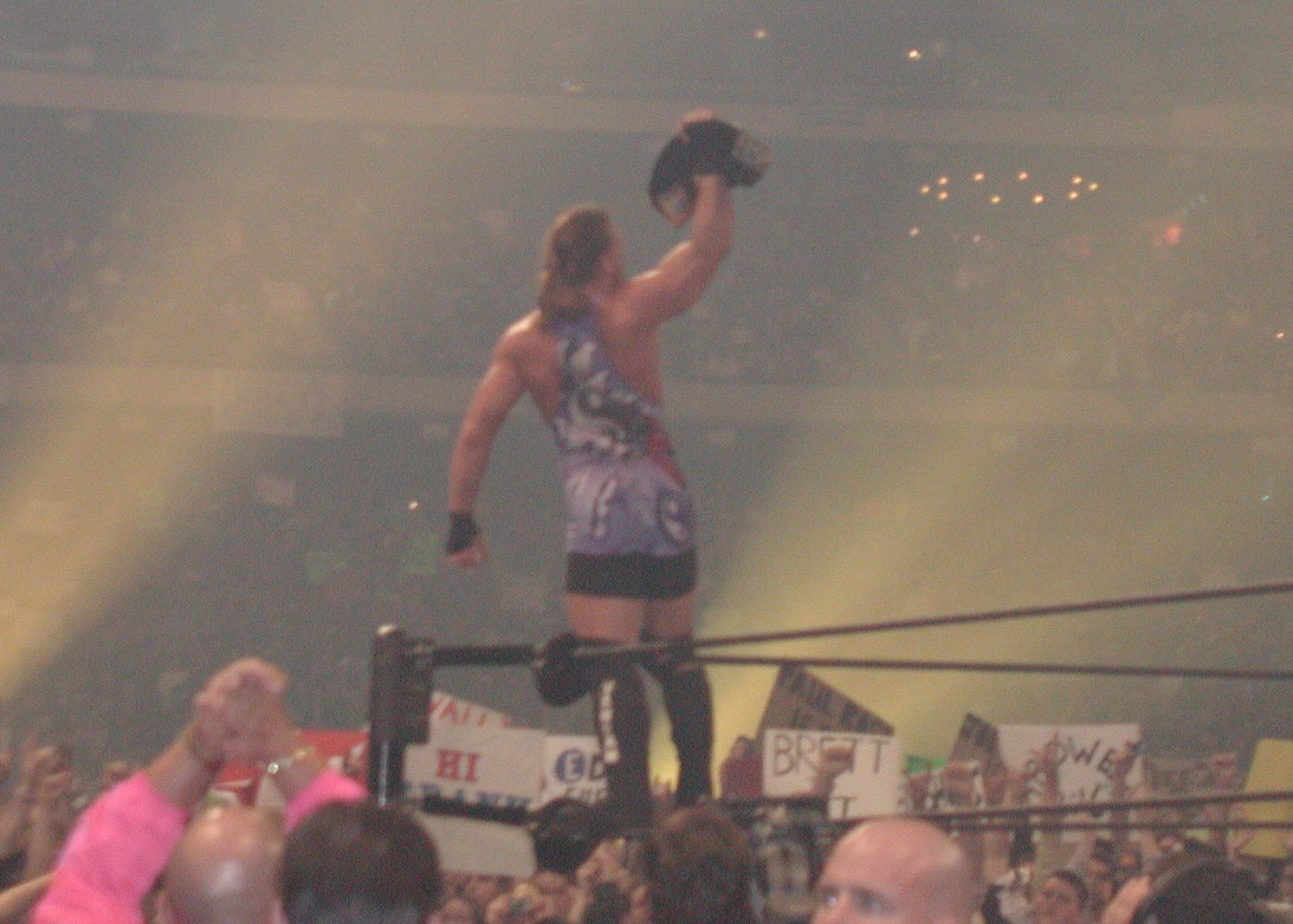
RVD após vencer o Intercontinental Championship na WrestleMania X8.

Novamente ele perde o Title mais dessa vez contra The Undertaker no Vengeance. Ele então começa uma feud contra William Regal que no momento era o intercontinental champion, no Raw de 25 de Fevereiro de 2002 ele vence Lance Storm e Big Show em uma triple threat match e se torna Number one contender pelo Intercontinental Championship. Na sua match contra Regal no WrestleMania X8 ele vence e se torna Intercontinental champion.
Em 2002 a WWE se divide em 2 RAW e SmackDown!, com RVD draftado para o RAW, denfendendo seu title contra Booker T e seguidamente sendo atacado por Eddie Guerrero que estava fazendo seu return na WWE, começando uma feud contra Eddie Guerrero no Backlash 2002 na luta contra Eddie Guerrero ele perde seu title, no Insurrextion eles fazem a rematch onde RVD ganha, mais não fica com o title pelo facto de ter vencido por DQ, ele volta a lutar pelo intercontinental championship no Judgment Day onde novamente perde. Na edição do dia vinte de maio do RAW ele enfrenta The Undertaker pelo Undisputed championship,onde RVD vence, mas Ric Flair manda a luta recomeçar onde Taker vence e retêm o seu title.
Na edição do dia 27 daquele mesmo mês, ele enfrentou Jeff Hardy em uma Ladder Match onde ele finalmente venceu Jeff Hardy, e curiosamente foi essa match que um louco invadiu a match e derrubou RVD da ladder impedindo que o mesmo aplica-se seu finisher Five Star Frog Splash.
Ao vencer o European Championship Rob Van Dam unifica o seu title o Intercontinental championship e com seu "novo" title European championship, mas ele apenas usava seu Intercontinental Title. Na edição do RAW do dia 27 de Julho ele perde seu title para Chris Benoit, mas rapidamente ele luta contra Benoit no SummerSlam e vencendo se tornando Intercontinental champion pela terceira vez.
Seguidamente vence o Hardcore title e também unifica com seu Intercontinental title, outra vez inutilizando outro title. Ele entrou na match contra Chris Jericho, Jeff Hardy, and Big Show pelo 1# contender pelo World Heavyweight Championship ele vence e ganha um title shot contra Triple H, mas o desperdiça perdendo para HHH no Unforgiven, após Ric Flair interferir na luta e ajudar Triple H. No PPV No Mercy ele teve sua vingança derrotando Flair. Logo depois ele participou da First elimination chamber ever, mas perdeu a luta, que acabou sendo vencida por Shawn Michaels. Assim ficou algum tempo com o intercontinental title e fazendo Tag Team com Kane.

### Tag Team e Feud com Kane (2002 - 2003)

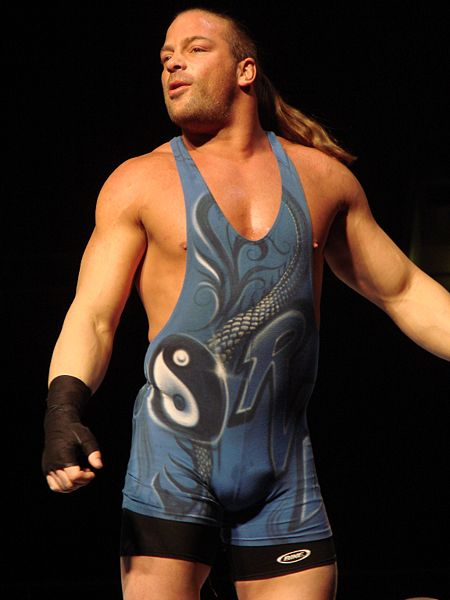
Rob Van Dam em um SmackDown! evento ao vivo.

Van Dam então formou uma Tag Team com Kane em Outubro de 2002. Van Dam novamente lutou por uma chance pelo World Heavyweight Championship, ele enfrentou em uma Triple Threat Match Chris Jericho e Booker T, e RVD acabou por ganhar a luta. Na edição de Novembro da RAW, Shawn Michaels enfrentou Rob Van Dam valendo o World Heavyweight Title, mas a luta acabou em DQ após Triple H aplicar um Pedigree em RVD. Na semana seguinte, ele enfrentou Triple H em outra luta valendo o Number One Contender pelo World Heavyweight Title, que como Special Guest Referee, tinha Shawn Michaels. A luta acabou sendo ganha por Triple H.
Em 2003, Rob Van Dam e Kane continuaram como Tag Team. No Royal Rumble, RVD foi um dos últimos 5 a ficarem na Royal Rumble match, e acabou sendo eliminado por seu parceiro Kane. Depois, ele e Kane enfrentaram Lance Storm e William Regal no PPV No Way Out pelo World Tag Team Championship, mas acabaram saindo derrotados. Em Março, Kane e Rob Van Dam derrotaram Lance Storm e Chief Morley e Dudley Boyz em uma Triple Threat Elimination Tag Team Match para vencerem o World Tag Team Title. No Backlash, RVD e Kane continuaram campeões após derrotarem Dudley Boyz com Morley como Special Guest Referee. No Insurrextion, eles lutaram e ganharam de La Résistance. No PPV seguinte, no Bad Blood, eles perderam a luta para a La Résistance, perdendo assim seus títulos.
Depois de Kane perder sua mascara em uma Feud com Rob Van Dam, ele virou e Heel e a Tag com Van Dam acabou. Os dois então entraram em uma Feud. Em uma edição do dia 18 de Agosto da RAW, ele lutava contra o Intercontinental Champion Christian, mas Kane interferiu na luta e acertou RVD com uma cadeira. Kane em seguida começou a atacar RVD no Backstage e o prendeu. Ele estava prestes a queimar RVD, mas na última hora, ele mudou de ideia falando que não iria fazer o que “eles queriam”. Isso levou a uma No Holds Barred Match no SummerSlam, aonde Kane venceu. A Feud acabou em Setembro, durante uma Steel Cage Match entre Kane e Rob Van Dam, que Kane acidentalmente jogou RVD na Cage, fazendo este cair para fora do ringue e dando a vitória para Rob Van Dam. Mas Eric Bischoff apareceu e disse para que a luta fosse recomeçada, pois RVD não havia saído pela porta da Cage ou escapado por conta própria. Então a luta recomeçou e foi vencida por Kane após um Chokeslam.
Em Setembro de 2003 ele iniciou uma Feud com Christian e Chris Jericho pelo Intercontinental Title de Christian. No dia 15 deste mesmo mês, Van Dam enfrentou Chris Jericho em uma Number One Contender pelo título, mas a luta acabou em Double Disqualification, após Christian entrar e atacar RVD e Jericho com o título. No Unforgiven, esses três lutaram em uma Triple Threat Match, que acabou sendo vencida por Christian. Entretanto, no dia 29 de Setembro, RVD voltou a enfrentar Christian, mas agora em uma Ladder Match e dessa vez saiu vencedor e conquistou o Intercontinental Title'
Também derrotou Tommy Dreamer para uma unificação pelos títulos Intercontinental e Hardcore.

## 2006 - 2009 (Retorno da ECW na WWE)

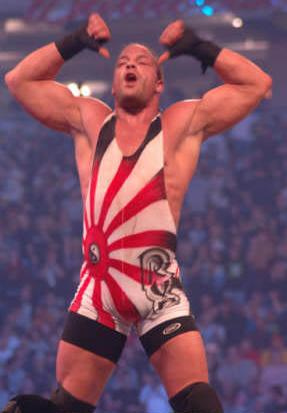
Rob Van Dam faz sua entrada durante a WrestleMania 23.

Em 29 de maio de Van Dam foi escolhido por Paul Heyman para ser transferido do WWE Raw para a nova ECW. No One Night Stand, Van Dam derrotou Cena para ganhar o WWE Championship, o seu primeiro título mundial. Após dois árbitros foram nocauteado, Edge apareceu a partir da multidão para atacar Cena. Van Dam, em seguida, aplicou um Five Star Frog Splash e o pinfall foi contado por Paul Heyman. No Raw seguinte, Vince McMahon confirmou que a mudança do título era oficial, devido ao jogo ser realizada sob "Regras extremas". Em 13 de junho durante a estreia da ECW no canal Sci Fi, Heyman apresentou o ECW World Heavyweight Championship e decidiu entrega-lo a Van Dam. Assim, Van Dam foi o primeiro lutador na história a ser WWE Champion e ECW World Heavyweight Champion, e o único a deter um deles, ao mesmo tempo. Sobre o episódio de julho 3. Raw, Van Dam perdeu o WWE Championship para Edge em uma luta triple threat que também envolveu John Cena. Na noite seguinte, no episódio de 4 de julho da ECW, Van Dam perdeu o ECW World Heavyweight Championship para Big Show após Heyman trair Van Dam. Mais tarde, foi publicado , confirmou que Heyman suspendeu Van Dam por 30 dias sem dar uma razão.
Na ECW em 8 de agosto, Rob Van Dam voltou atacando Sabu e Kurt Angle durante uma luta. Seu retorno ao ring veio uma semana depois, em uma Ladder Match contra Sabu para ver quem seria o favorito pelo ECW World Championship. Vam Dam acabou perdendo depois de uma invasão de The Big Show. Em outubro, Van Dam derrotou The Big Show em um non-title match para virar o favorito pelo título. Tendo a opção de escolher uma data para a luta, Van Dam anunciou que a luta iria ocorrer no December to Dismember. Heyman resolveu colocar essa luta como uma Extreme Elimination Chamber. No evento, Van Dam foi o terceiro participante eliminado. Posteriormente, em Dezembro, Van Dam virou mais uma vez o favorito para o ECW World Championship. Van Dam teve três lutas contra o ECW World Champion Bobby Lashley, perdendo todas.
Rob Van Dam mais tarde ingressou no ECW Originals, juntamente com Sabu, Tommy Dreamer, e The Sandman. A ECW Originals começou um feud com o New Breed (Elijah Burke, Kevin Thorn, Marcus Cor Von e Matt Striker). As duas equipes se enfrentaram na Wrestlemania 23 em uma luta que a ECW Originals ganhou. Depois de Vince McMahon vencer o ECW World Championship no Backlash, RVD e os outros ECW Originals os ECW Originals competiram em uma Fatal-Four-Way para ver quem seria o favortito pelo título, Van Dam venceu após um five-star frog splash sobre Sandman. Van Dam, no entanto, teve de enfrentar McMahon, Shane McMahon e Umaga em um 3 em 1, Van Dam, que não foi capaz de vencer.
Randy Orton atacou Van Dam após uma luta, devido aos comentários feitos sobre ele no WWE.com sobre falta de respeito Orton com para Shawn Michaels. Van Dam, enfrentou Orton no One Night Stand, desta vez em uma Stretcher match. Parecia que Orton iria ganhar a luta, mas Van Dam acabou ganhando. Depois da luta ter acabado, Orton continuou a atacar Van Dam, que terminou com um Elevated DDT no concreto. Após a partida, ele deixou WWE devido sua esposa estar com cancro.
Rob Van Dam fez um retorno surpresa no Royal Rumble, entrando com o número 25 sendo eliminado por Chris Jericho. Muitos pensaram ser a volta dele, mas era apenas uma pequena participação por que o show era em sua cidade.

### Total Nonstop Action Wrestling

#### TNA World Heavyweight Champion e EV 2.0 (2010)

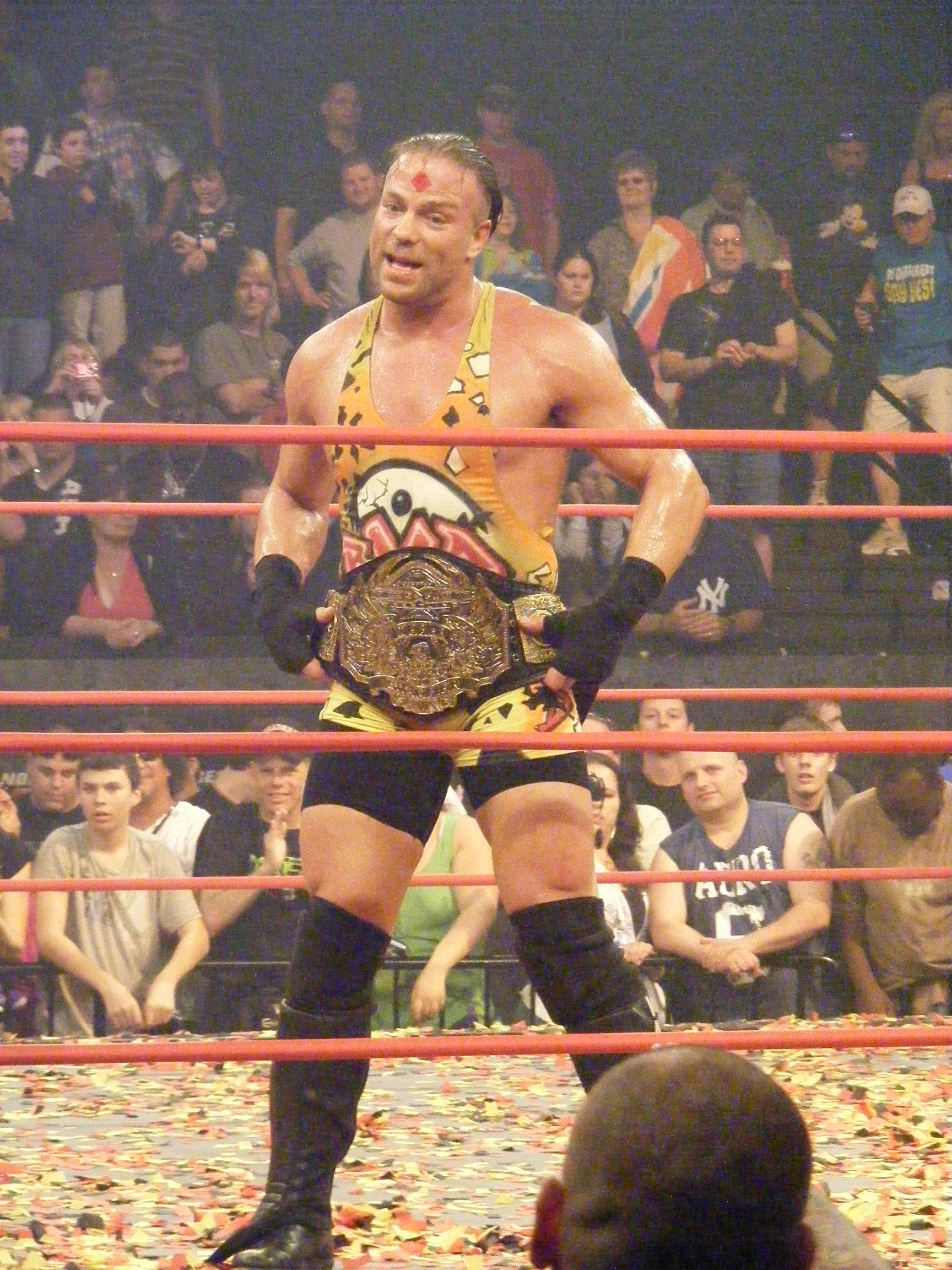
Van Dam depois de vencer o TNA World Heavyweight Championship em 2010.

Em 8 de março de 2010, Van Dam fez sua estreia pela Total Nonstop Action Wrestling (TNA) no episódio de segunda-feira da promoção do Impact!, derrotando Sting. Em seguida, alguns segundos depois de sua vitória em sua estreia contra Sting, o último atacou RVD com o seu taco de beisebol e logo depois Hulk Hogan que estava machucado e tentou ajudar Van Dam. RVD conseguiu sua vingança sobre Sting na semana seguinte após atacá-lo durante a sua entrada. RVD se uniu com Jeff Hardy em uma luta de duplas, onde derrotaram Beer Money, Inc. (Robert Roode e James Storm) em 22 de março, no episódio do Impact!. Na semana seguinte RVD e Jeff se uniram a Eric Young e derrotaram The Band (Kevin Nash, Scott Hall e Sixx-Pac) em uma luta de seis homens dentro de uma jaula de aço. Tanto Van Dam com Jeff Hardy tornaram-se membros do Time Hogan (que já continha Abyss e Jeff Jarrett) para a luta anual Lethal Lockdown, onde derrotou o time Flair (Sting, Desmond Wolfe, Robert Roode e James Storm) na edição do pay-per-view Lockdown.
Na noite seguinte ao Lockdown, ele venceu primeiramente Jeff Hardy em uma luta que determinaria o desafiante ao TNA World Heavyweight Championship, e em seguida, no evento principal da noite, venceu o então campeão AJ Styles, para se tornar o novo Campeão Mundial dos Pesos-Pesados da TNA. Depois de ter sucesso em sua primeira defesa de título televisionada contra Desmond Wolfe, Styles atacou Van Dam, anunciando a invocação da cláusula de revanche no pay-per-view Sacrifice. No Sacrifice, RVD derrotou AJ Styles na revanche. No mês seguinte, no pay-per-view Slammiversary VIII, Rob Van Dam derrotou Sting para manter seu título, em uma revanche de sua estreia. Van Dam derrotou Abyss, Jeff Hardy e Mr. Anderson em uma luta fatal-four-way para defender mais uma vez seu World Heavyweight Championship no Victory Road. No episódio do Impact!, Rob Van Dam se aliou com seus antigos colegas de ECW, Tommy Dreamer, Raven, Stevie Richards, Rhino, Brother Devon, Pat Kenney, Al Snow e Mick Foley, que o salvou de um ataque de Abyss. Na semana seguinte, a presidente da TNA Dixie Carter concordou em dar aos ex-integrantes da ECW, uma reunião em um pay-per-view televisionado, sendo este o Hardcore Justice. No evento em 8 de agosto, Van Dam derrotou o ex-parceiro de tag team e rival Sabu em uma luta sem o título de Van Dam em jogo  e sem desqualificações, depois de sua luta originalmente era planejado um segmento com Jerry Lynn, mas este foi desfeito devido a Lynn sofrer uma lesão nas costas.  Depois de defender com sucesso o título contra Abyss em uma luta Stairway to Janice na edição especial do Impact!, com o nome The Whole F'n Show, Van Dam e os outros ex-lutadores da ECW foram agredidos por Abyss e por toda a Fourtune. No ataque Van Dam sofreu múltiplas lesões no enredo e sofreu diversos ferimentos por conta dos ataques de Abyss, incluindo a necessidade de pontos, um trauma na coluna vertebral e um possível dano cerebral, o que forçou Van Dam a desocupar o TNA World Heavyweight Championship no dia 10 de agosto, na gravação do episódio de 19 de agosto do Impact!. Na realidade, Van Dam estava ficando sem datas para aparecer no ano em seu contrato e, portanto, foi retirado da televisão.

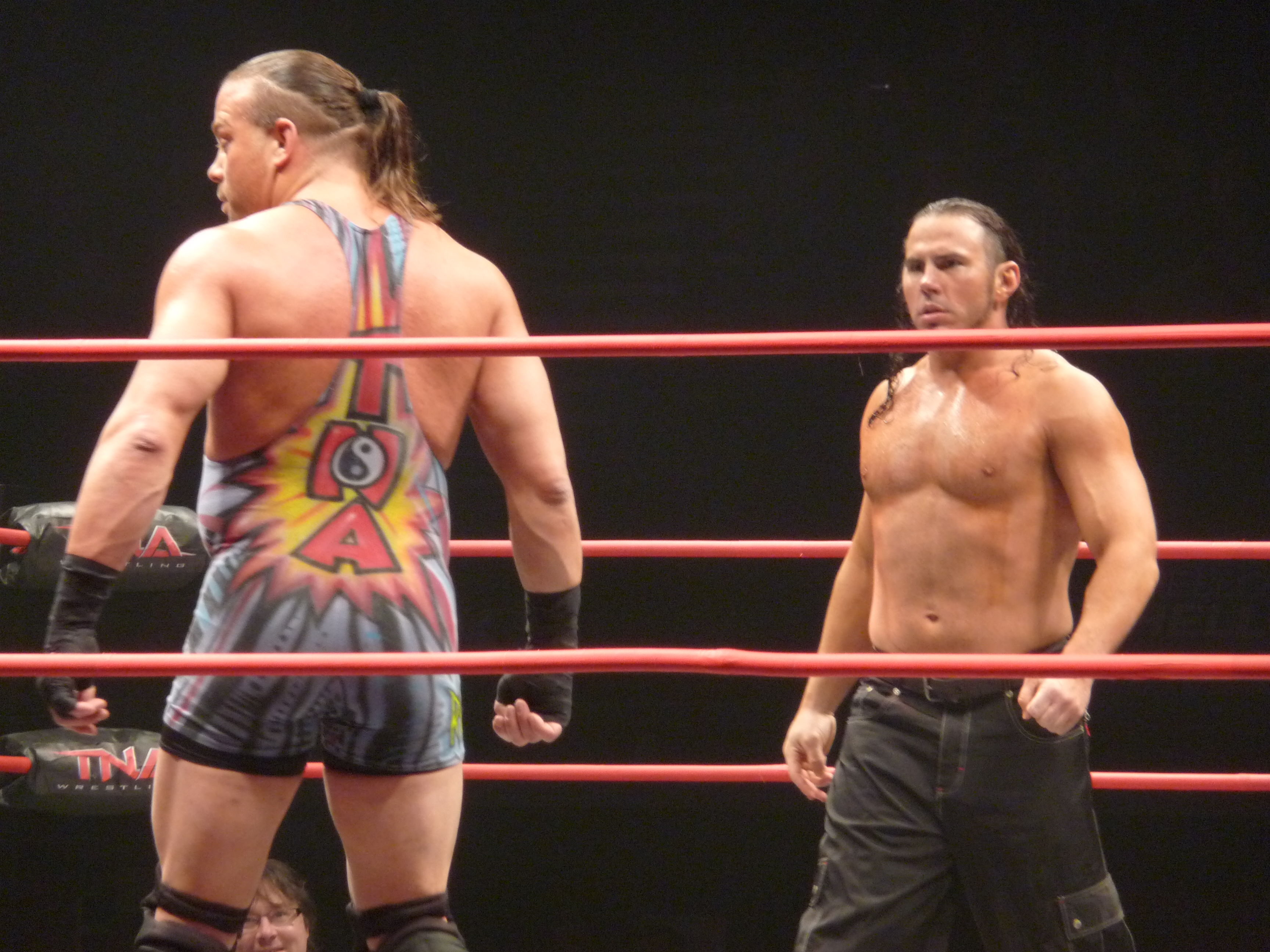
Van Dam cara-a-cara com Matt Hardy em Janeiro de 2011.

Van Dam anunciou via entrevista por telefone no dia 16 de setembro episódio do Impact! e anunciou que iria voltar para o Impact! Zone na semana seguinte, contra as ordens de seu médico. Van Dam voltou na semana seguinte, confrontando Abyss e exigindo uma luta contra ele no Bound for Glory, que Eric Bischoff concordou em lhe dar. No Bound for Glory, Van Dam derrotou Abyss em uma luta Monster's Ball. No final do evento, foi revelado que Hulk Hogan e Eric Bischoff tinham enviado Abyss após Van Dam, a fim de obter o Campeonato Mundial dos Pesos-Pesados da TNA em seu próprio representante, Jeff Hardy. Van Dam confrontou o grupo, mais tarde chamado de Immortal, depois de Hardy vencer o World Heavyweight Championship, mais Hardy atacou Van Dam com seu título. Em 21 de outubro no episódio do Impact!, Bischoff afirmou que alguém da EV 2.0 foi chamá-lo, tentando o fazer ser parte do grupo Imortal, o que levou a Van Dam ficar paranóico sobre os dois grupos, com o primeiro acusando Sting de ser o traidor. Mais tarde, ele e Sabu foram derrotados em uma luta de duplas por Beer Money, Inc., depois de Sabu acidentalmente acertar-lhe com uma cadeira. Após a partida Van Dam e Sabu começaram a se empurrar uns aos outros e tiveram que ser separados uns dos outros pelo resto do EV 2.0. Depois de mais de duas semanas de dissensão entre Van Dam e o resto do EV 2.0, Tommy Dreamer desafiou-o a uma partida no Turning Point. No pay-per-view Van Dam derrotou Dreamer e depois fez as pazes com ele. No episódio seguinte do Impact! Rhino virou-se contra Van Dam e Dramer, revelando-se como o traidor que Van Dam estava procurando. No Final Resolution Van Dam derrotou Rhino em uma luta First Blood.

### Retorno a WWE, e disputa por Cinturões (2013-Presente)

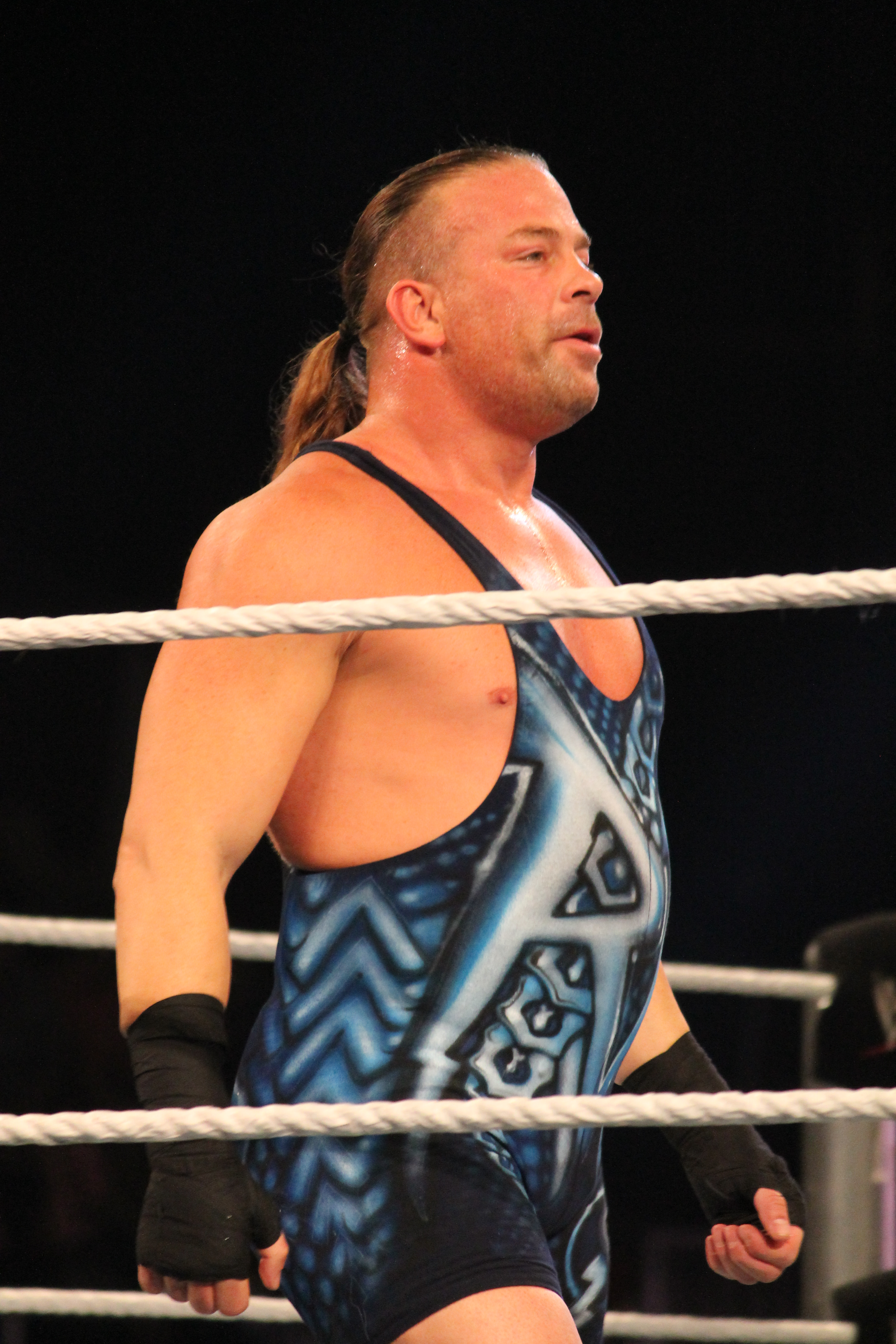
Rob Van Dam volta á WWE em 2014.

Em 16 de junho no pay-per-view Payback, foi anunciado que Rob Van Dam estaria retornando no PPV Money in the Bank. Mais tarde Van Dam foi anunciado como um dos participantes da WWE Championship Money in the Bank ladder match juntamente com Christian, CM Punk, Daniel Bryan, Kane, Randy Orton e Sheamus, A match acabou sendo ganha por Orton em 14 de julho. Na noite seguinte, Van Dam lutou sua primeira match no Raw em quase 6 anos, derrotando Chris Jericho. Quatro dias depois, Van Dam lutou seu primeiro sua primeira match no SmackDown em oito anos, quando derrotou Darren Young. Van Dam sofreu sua primeira derrota desde que retornou à WWE no 26 de julho episódio do SmackDown , quando ele foi derrotado pelo World Heavyweight Champion Alberto Del Rio sem o título em jogo. Duas semanas mais tarde, no Raw , Van Dam derrotou Del Rio em uma revanche. No episódio 12 agosto do Raw , Van Dam ganhou um 20-Man Battle Royal, por último eliminando Mark Henry para se tornar o desafiante pelo Campeonato dos Estados Unidos. Após a partida, Van Dam e Henry foram confrontados pelo grupo The Shield (Dean Ambrose, Roman Reigns, e Seth Rollins ), depois Big Show veio salvar os dois. Quatro dias depois, no SmackDown , Van Dam, Henry, e Show derrotaram The Shield em um Six-Man tag team match, com Van Dam realizando o pin em Ambrose para a vitória. Van Dam recebeu sua chance pelo título americano em 18 de agosto, durante o pré-show do SummerSlam, onde ele derrotou Ambrose por desqualificação após Roman Reigns atacar Van Dam, fazendo RVD não vencer o título, como resultado.
Van Dam, em seguida, juntou-se ao ex-apresentador e manager de ringue de Alberto Del Rio, Ricardo Rodríguez na noite seguinte no Raw , criando uma rivalidade com Del Rio. Na semana seguinte, no Raw , Van Dam, com Rodriguez no seu canto, derrotando Del Rio em um combate sem o título em jogo para ganhar uma chance pelo World Heavyweight Championship de Del Rio. A disputa do título ocorreu em 15 de setembro, no Night of Champions , onde Van Dam venceu a partida por desqualificação, mas não ganhou o título. Van Dam recebeu outra chance pelo World Heavyweight Championship no dia 6 de outubro no WWE Battleground , mas foi derrotado por Del Rio em uma luta hardcore. Na noite seguinte, foi anunciado que Van Dam ficaria algum tempo fora. Em 7 de abril de 2014, no Raw pós-WrestleMania, Rob Van Dam fez seu retorno derrotando Damien Sandow.

## No wrestling
- Finishers
  - Five-Star Frog Splash
  - Van Daminator
- Ataques secundários
  - Rolling Thunder
  - Air Van Dam
  - Rolling Thunder Flip
  - Rolling Thunder Splash
  - Chair Surf
  - Windmill Kick
  - Steam Roller Slam
  - Baseball slide
  - Corkscrew leg drop
  - Running crossbody
  - Diving leg drop
  - Falling powerslam
  - Leg hook brainbuster
  - Inverted suplex slam
  - Legsweep
  - Facebuster
  - Monkey flip
  - Moonsault
  - Bridging Northern Lights suplex
  - Slingshot crossbody
  - Roundhouse kick
  - Superkick
  - Leg drop
  - Somersault legdrop
  - Spinning crescent kick
  - Cartwheel
  - Running high-impact turnbuckle
  - Springboard flying clothesline
  - Arm Twister

- Managers
  - Ricardo Rodriguez
  - Bill Alfonso
  - Paul Heyman
  - Jerry Lawler
  - Stephanie McMahon-Helmsley
  - The Sandman
  - Tommy Dreamer
  - Sabu
- Apelidos

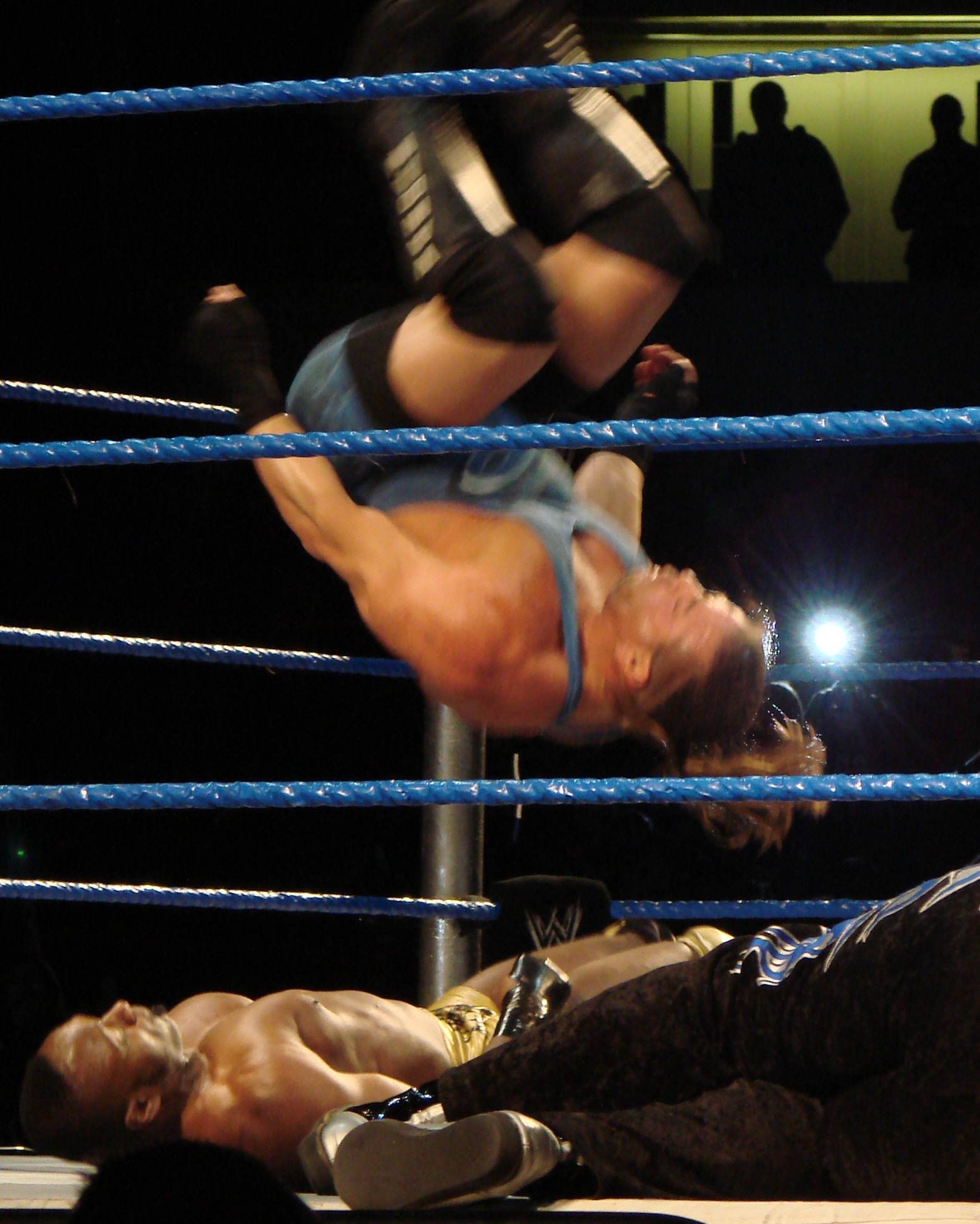
Van Dam aplicando o Rolling Thunder.

  - Mr. Monday Night (Monday Night RAW)
  - Mr. Friday Night (SmackDown)
  - Mr. Tuesday Night (Extreme Championship Wrestling)
  - Mr. Pay-Per-View (Extreme Championship Wrestling)
  - Mr. Money in the Bank
  - Mr. NBC (City Guys)
  - "Magic Soldier" Rob Van Dam (All Japan Pro Wrestling)
  - RVD
  - The Whole "Dam" Show
  - The Whole F'n Show (Extreme Championship Wrestling)
  - The Van Daminator
  - The King of Extreme

## Títulos e prêmios
- All Star Wrestling
  - ASW North American Heavyweight Championship (1 vez)[48]
- American Wrestling Rampage
  - AWR Championship (2 vezes)[49]
- Extreme Championship Wrestling
  - ECW World Tag Team Championship (2 vezes) – com Sabu[50]
  - ECW World Television Championship (1 vez)[51]
- International Wrestling Federation
  - IWF Television Championship (1 vez)[48]
- National Wrestling Council
  - NWC Tag Team Championship (1 vez) – with Bobby Bradley[48]
- Peach State Wrestling
  - PSW Cordele City Heavyweight Championship (1 vez)[48]
- Pro Wrestling Illustrated
  - Retorno do ano (2001)[52]
  - Wrestler mais popular do ano (2001, 2002)[53]
  - PWI o colocou como #1 dos 500 melhores lutadores da PWI 500 em 2002[54]
- Pro Wrestling Report
  - Luta do ano (2006) vs. John Cena no ECW One Night Stand
- South Atlantic Pro Wrestling
  - SAPW Tag Team Championship (1 vez) – com Chaz Rocco[48]
- Total Nonstop Action Wrestling
  - TNA World Heavyweight Championship (1 vez)
  - TNA X Division Championship (1 vez)[55]
- World Stars of Wrestling
  - WSW World Championship (1 vez)(Atual)
- World Wrestling Federation / World Wrestling Entertainment
  - ECW World Heavyweight Championship (1 vez)[56]
  - World Tag Team Championship (2 vezes) – com Kane (1) e Booker T (1)[57]
  - WWE Championship (1 vez)[58]
  - WWE European Championship (1 vez)[59]
  - WWE Tag Team Championship (1 vez) – com Rey Mysterio
  - WWF/E Hardcore Championship (4 vezes)[60]
  - WWF/E Intercontinental Championship (7 vezes)[61]
  - Mr. Money in the Bank (2006)
  - Décimo quinto Triple Crown Champion
  - Sétimo Grand Slam Champion